# Lijst van voetbalinterlands Slovenië - Wit-Rusland
Deze lijst van voetbalinterlands is een overzicht van alle officiële voetbalwedstrijden tussen de nationale teams van Slovenië en Wit-Rusland. De landen speelden tot op heden vijf keer tegen elkaar. De eerste ontmoeting. een kwalificatiewedstrijd voor het Wereldkampioenschap voetbal 2006, werd gespeeld in Celje op 30 maart 2005. Het laatste duel, een vriendschappelijke wedstrijd, vond plaats op 27 maart 2018 in Ljubljana.

## Wedstrijden
| № | Plaats    | Datum             | Competitie           | Wedstrijd              | Uitslag |
| - | --------- | ----------------- | -------------------- | ---------------------- | ------- |
| 1 | Celje     | 30 maart 2005     | WK 2006 kwalificatie | Slovenië – Wit-Rusland | 1 – 1   |
| 2 | Minsk     | 4 juni 2005       | WK 2006 kwalificatie | Wit-Rusland – Slovenië | 1 – 1   |
| 3 | Minsk     | 11 oktober 2006   | EK 2008 kwalificatie | Wit-Rusland – Slovenië | 4 – 2   |
| 4 | Celje     | 12 september 2007 | EK 2008 kwalificatie | Slovenië – Wit-Rusland | 1 – 0   |
| 5 | Ljubljana | 27 maart 2018     | Vriendschappelijk    | Slovenië – Wit-Rusland | 0 – 2   |

## Samenvatting
| Competitie        | Totaal gespeeld | Winst Slovenië | Gelijk | Winst Wit-Rusland | Doelsaldo Slovenië – Wit-Rusland |
| ----------------- | --------------- | -------------- | ------ | ----------------- | -------------------------------- |
| WK-kwalificatie   | 2               | 0              | 2      | 0                 | 2 − 2                            |
| EK-kwalificatie   | 2               | 1              | 0      | 1                 | 3 − 4                            |
| Vriendschappelijk | 1               | 0              | 0      | 1                 | 0 − 2                            |
| Totaal            | 5               | 1              | 2      | 2                 | 5 − 8                            |

## Details

### Eerste ontmoeting
| WK 2006 kwalificatie (Celje, Slovenië, 30 maart 2005): |       |                       |
| Slovenië                                               | 1 – 1 | Wit-Rusland           |
| Aleksandar Rodić 44'                                   | goals | 49' Aleksandr Kulchiy |

### Tweede ontmoeting
| WK 2006 kwalificatie (Minsk, Wit-Rusland, 4 juni 2005): |       |                |
| Wit-Rusland                                             | 1 – 1 | Slovenië       |
| Valyantsin Byalkevich 18'                               | goals | 17' Nastja Čeh |

### Derde ontmoeting
| EK 2008 kwalificatie (Minsk, Wit-Rusland, 11 oktober 2006):                          |       |                                     |
| Wit-Rusland                                                                          | 4 – 2 | Slovenië                            |
| Dzyanis Kowba 17' Sergej Kornilenko 52' Sergej Kornilenko 59' Uladzimir Karytska 85' | goals | 19' Boštjan Cesar 44' Klemen Lavrič |

### Vierde ontmoeting
| EK 2008 kwalificatie (Celje, Slovenië, 12 september 2007):    |       |             |
| Slovenië                                                      | 1 – 0 | Wit-Rusland |
| Klemen Lavrič 3' (pen.)                                       | goals |             |
| - Debuut van Yahor Filipenka (Bate Borisow) voor Wit-Rusland. |       |             |

NZS · A-internationals · Bondscoaches · Selecties · Statistieken · Sloveens vrouwenelftal · Olympisch elftal · Slovenië U21 · Slovenië U20 · Slovenië U19 · Slovenië U18 · Slovenië U17 · Slovenië U16
1991 – 1999 ·
2000 – 2009 ·
2010 – 2019 ·
2020 − 2029
EK's: 1996 · 
2000 · 
2004 · 
2008 · 
2012 · 
2016 · 
2020 · 
2024
WK's: 1998 · 
2002 · 
2006 · 
2010 · 
2014 · 
2018 ·
2022
1991 · 
1992 · 
1993 · 
1994 · 
1995 · 
1996 · 
1997 · 
1998 · 
1999 · 
2000 · 
2001 · 
2002 · 
2003 · 
2004 · 
2005 · 
2006 · 
2007 · 
2008 · 
2009 · 
2010 · 
2011 · 
2012 · 
2013 · 
2014 · 
2015 · 
2016 · 
2017 · 
2018 ·
2019 ·
2020 ·
2021 ·
2022 ·
2023 ·
2024
Albanië ·
Algerije ·
Argentinië ·
Armenië ·
Australië ·
Azerbeidzjan ·
België ·
Bosnië en Herzegovina ·
Bulgarije ·
Canada ·
China ·
Colombia ·
Cyprus ·
Denemarken ·
Duitsland ·
Engeland ·
Estland ·
Faeröer ·
 Finland ·
Frankrijk ·
Georgië ·
Ghana ·
Gibraltar ·
Griekenland ·
Honduras ·
Hongarije ·
IJsland ·
Israël ·
Italië ·
Ivoorkust ·
Joegoslavië ·
Kazachstan ·
Kosovo ·
Kroatië ·
Letland ·
Litouwen ·
Luxemburg ·
Malta ·
Mexico ·
Moldavië ·
Montenegro ·
Nederland ·
Nieuw-Zeeland ·
Noord-Ierland ·
Noord-Macedonië ·
Noorwegen ·
Oekraïne ·
Oman ·
Oostenrijk ·
Paraguay ·
Polen ·
Portugal ·
Qatar ·
Roemenië ·
Rusland ·
San Marino ·
Saoedi-Arabië ·
Schotland ·
Servië ·
Servië en Montenegro ·
Slowakije ·
Spanje ·
Trinidad en Tobago ·
Tsjechië ·
Tunesië ·
Turkije · 
Uruguay ·
Verenigde Arabische Emiraten ·
Verenigde Staten ·
Wales ·
Wit-Rusland ·
Zuid-Afrika ·
Zweden ·
Zwitserland
Algerije (2010) · 
Engeland (2010) · 
Paraguay (2002) · 
Spanje (2002) · 
Verenigde Staten (2010) · 
Zuid-Afrika (2002)
BFF · A-internationals · Bondscoaches · Statistieken · Wit-Russisch vrouwenelftal · Olympisch elftal · W-Rusland U21 · W-Rusland U19 · W-Rusland U18 · W-Rusland U17 · W-Rusland U16
1990 – 1999 · 
2000 – 2009 · 
2010 – 2019 ·
2020 − 2029
1992 · 
1993 · 
1994 · 
1995 · 
1996 · 
1997 · 
1998 · 
1999 · 
2000 · 
2001 · 
2002 · 
2003 · 
2004 · 
2005 · 
2006 · 
2007 · 
2008 · 
2009 · 
2010 · 
2011 · 
2012 · 
2013 ·
2014 ·
2015 ·
2016 ·
2017 ·
2018 ·
2019 ·
2020 ·
2021 ·
2022 ·
2023
Albanië · 
Andorra · 
Argentinië · 
Armenië · 
Azerbeidzjan · 
Bahrein ·
België ·
Bosnië en Herzegovina · 
Bulgarije · 
Canada · 
Cyprus · 
Denemarken · 
Duitsland · 
Ecuador · 
Egypte · 
Engeland · 
Estland · 
Finland · 
Frankrijk · 
Gabon ·
Georgië · 
Griekenland · 
Hongarije · 
Honduras · 
Ierland ·
IJsland · 
India ·
Iran · 
Israël · 
Italië ·
Japan ·
Jordanië · 
Kazachstan ·
Kirgizië · 
Kosovo ·
Kroatië · 
Letland · 
Libië · 
Liechtenstein ·
Litouwen · 
Luxemburg · 
Malta · 
Mexico ·
Moldavië · 
Montenegro · 
Nederland · 
Nieuw-Zeeland ·
Noord-Ierland ·
Noord-Macedonië ·  
Noorwegen · 
Oekraïne · 
Oezbekistan · 
Oman · 
Oostenrijk · 
Peru · 
Polen · 
Roemenië · 
Rusland · 
San Marino · 
Saoedi-Arabië · 
Schotland · 
Slovenië · 
Slowakije · 
Spanje ·
Syrië ·
Tadzjikistan · 
Tsjechië · 
Tunesië · 
Turkije · 
Verenigde Arabische Emiraten · 
Wales · 
Zuid-Korea · 
Zweden · 
Zwitserland